# Anomaloglossus tamacuarensis
Anomaloglossus tamacuarensis es una especie de anfibio anuro de la familia Aromobatidae.

## Distribución geográfica
Esta especie habita entre los 1160 y 1200 m de altitud en el tepuy Tamacuari en la Sierra Tapirapecó en el estado de Amazonas en Venezuela y en el estado de Amazonas en Brasil.

## Etimología
Su nombre de especie, compuesto por tamacuar[i] y el sufijo latín -ensis, significa "que vive, que habita", y le fue dado en referencia al lugar de su descubrimiento.

## Publicación original
- Myers & Donnelly, 1997 : A tepui herpetofauna on a granitic mountain (Tamacuari) in the borderland between Venezuela and Brazil: report from the Phipps Tapirapeco Expedition. American Museum Novitates, n.º 3213, p. 1-71[6]